# فرنسيس برنارد
فرنسيس برنارد (بالفرنسية: Francis Bernard)‏ هو رسام فرنسي، ولد في 1928.